# Beki Probst
Beki Probst (geboren um 1940 in Istanbul) ist eine Schweizer Kinobetreiberin und Festivalkuratorin. Sie leitete von 1988 bis 2014 den European Film Market der Internationalen Filmfestspiele Berlin und war bis 2018 dessen Präsidentin. Unter ihrer Führung entwickelte sich der European Film Market zu einer der drei bedeutendsten Filmmessen weltweit.

## Leben
Beki Probst wuchs in Istanbul in einer sephardischen Familie auf. Sie studierte Journalistik und Rechtswissenschaft und arbeitete danach als Gesellschaftsreporterin in der Türkei. In diesem Rahmen berichtete sie etwa von der Hochzeit von Fürst Rainier III. und Grace Kelly 1956 in Monaco. So kam sie in den 1950er-Jahren auch zur Berichterstattung über das Filmfestival nach Cannes, wo sie ihren späteren Ehemann kennenlernte, den Berner Kinobesitzer Roland Probst. Nach ihrer Heirat zog sie mit ihm im Jahr 1960 in die Schweiz. Das Paar hat eine Tochter.

## Karriere
In Bern führte Beki Probst gemeinsam mit ihrem Mann und ihrer Schwiegermutter das Kino Alhambra, wo sie zunächst an der Kasse sass und Tickets verkaufte. Die Probst-Kinobetriebe firmierten schließlich um als Quinnie Cinemas, und Beki Probst bekleidete die Position der Geschäftsführerin bis Dezember 2014. Zur Quinnie-Gruppe gehörten zu dem Zeitpunkt sieben Programmkinos. Am 1. Januar 2015 verkaufte sie diese an Edna Epelbaum, zeichnet für das Programm jedoch nach wie vor verantwortlich. Sie setzte sich dafür ein, dass Filme in der untertitelten Originalfassung in den Schweizer Kinos gezeigt werden.
1985 etablierte Probst für das Locarno Film Festival die Trade Show und war bis 1995 Teil der Auswahlkommission sowie von 1988 bis 1996 künstlerische Leiterin des Genfer Festivals Stars de demain. Mehrfach gehörte Beki Probst Jurys großer internationaler Filmfestivals an, darunter in Toronto, Jerusalem und San Sebastian.
Von 1981 bis 1988 war sie Delegierte der Internationalen Filmfestspiele Berlin für die Länder Türkei und Griechenland. 1988 übernahm sie schließlich die Leitung der damaligen Filmmesse der Internationalen Filmfestspiele Berlin, die unter ihrer Führung in European Film Market umbenannt wurde und sich zu einer der drei wichtigsten internationalen Filmmessen neben dem American Film Market und dem Marché du film in Cannes entwickelte. Im Jahr 2014 wechselte sie auf die Position der Präsidentin des European Film Market. Dieses Amt legte sie im Jahr 2018 nieder.

## Auszeichnungen
Am 16. Februar 2018 wurde Beki Probst anlässlich ihres dreißigjährigen Jubiläums und zu ihrer Verabschiedung aus der aktiven Tätigkeit für die Berlinale für ihre Verdienste um das Festival mit einer Berlinale Kamera geehrt. Im März 2019 erhielt sie darüber hinaus den Quartz-Ehrenpreis des Schweizer Filmpreises.
2024 wurde sie mit dem Bundesverdienstkreuz am Bande ausgezeichnet.